# Armstrong Whitworth Albemarle
Армстронґ Вітворс Альбермарль (англ. Armstrong Whitworth Albemarle) — британський військово-транспортний літак часів Другої світової війни. Спочатку проєктувався як середній бомбардувальник, але в цій ролі ніколи не використовувався. В основному залучався для перевезення вантажів, скидання парашутистів і буксирування планерів.

## Історія створення
«Альбермарль» створювався за специфікацією B.9/38 на двомоторний бомбардувальник для заміни Брістол «Блейхейм». Окремою вимогою було мінімізувати витрати алюмінієвих сплавів при виробництві, щоб замість них використовувати деревину і сталь. Спочатку в конкурсі брали участь три фірми, Armstrong Whitworth, Bristol і de Havilland. Bristol запропонував дві моделі з різними шасі і двигунами Bristol Hercules, які проходили під позначенням «Тип 155». Проєкт Armstrong Whitworth з заводським позначенням AW.41 розроблявся середньопланом з двокілевим хвостом і мав шасі з носовою стійкою. Спочатку мав оснащуватись двигунами Rolls-Royce Merlin, але за можливості міг переключитись на Bristol Hercules.
В червні 1938 року дві компанії запропонували до огляду макети своїх літаків, а de Havilland відмовилась від проєкту через завантаженість іншими. Для AW.41 і «Тип 155» було видано нові специфікації B.17/38 і B.18/38 відповідно. Нові специфікації змусили команду інженерів Armstrong Whitworth під керівництвом Джона Лойда переробити початковий контент зі звичайного бомбардувальника на розвідувальний літак з можливістю бомбардування. Також було передбачено можливість використання підрядників, тому літак було сконструйовано як збірну конструкцію, вузли якої могли виготовлятись окремо.
Перший прототип піднявся в повітря 20 березня 1940 року і, не зважаючи на низькі льотні характеристики, зумовлені надлишковою вагою, був прийнятий на озброєння і запущений в серійне виробництво. Впровадження в серійне виробництво дещо затягнулось і перші літаки були готові тільки в грудні 1941 року, коли вже стало зрозуміло що «Альбермарль» не зможе ефективно використовуватись як бомбардувальник. Тому після перших 42 літаків, які випускались як бомбардувальники, решту почали готувати до інших ролей: транспортної і буксира.
Виробництво «Альбермарль», окрім прототипів, відбувалось на фабриці Hawker і продовжувалось до грудня 1944 року після випуску 600 літаків, хоча попередньо було замовлено 1080 машин. Загалом на озброєння було надіслано 359 транспортних варіантів, 197 буксирів і 42 бомбардувальники, які теж були перероблені в транспортні. Ще 10 літаків було надіслано до Радянського союзу, де вони теж використовувались для транспортних перевезень.

## Модифікації
Серійно виготовлялось чотири основні моделі (ще дві моделі існували в якості прототипів) літака для різних ролей (ST (англ. special transport) — для десантних операцій, GT (англ. general transport) — звичайний транспортний варіант, а також непозначена бомбардувальна). Більшість літаків відрізнялись тільки обладнанням:
- Mk.I — бомбардувальна версія з туреллю Boulton Paul
  - ST Mk.I
  - GT Mk.I
- ST Mk.II
  - GT Mk.II
- Mk.III — тільки прототип
- Mk.IV — прототип з двигуном Wright R-3350 Duplex-Cyclone[en]
- ST Mk.V
- ST Mk.VI
  - GT Mk.VI

## Тактико-технічні характеристики (Mk. I)

Схематичне зображення літака Armstrong Whitworth Albemarle

### Технічні характеристики
- Довжина: 18,26 м
- Висота: 4,75 м
- Розмах крила: 23,47 м
- Площа крила: 74,65 м ²
- Маса порожнього: 11 508 кг
- Маса спорядженого: 16 571 кг
- Двигуни: 2 × Bristol Hercules
- Потужність: 2 × 1590 к. с.

### Льотні характеристики
- Максимальна швидкість: 426 км/год
- Крейсерська швидкість: 274 км/год
- Практична дальність: 2090 км
- Практична стеля: 5485 м
- Швидкість підйому: 5 м/с

### Озброєння
Бомбардувальник
- Захисне озброєння:
  - 4 × 7,7-мм кулемета Browning в верхній турелі
- Бомбове навантаження:
  - 2040 кг бомб

Транспортний варіант
- Захисне озброєння:
  - 2 × 7,7-мм кулемета Vickers K в верхній турелі

## Історія використання

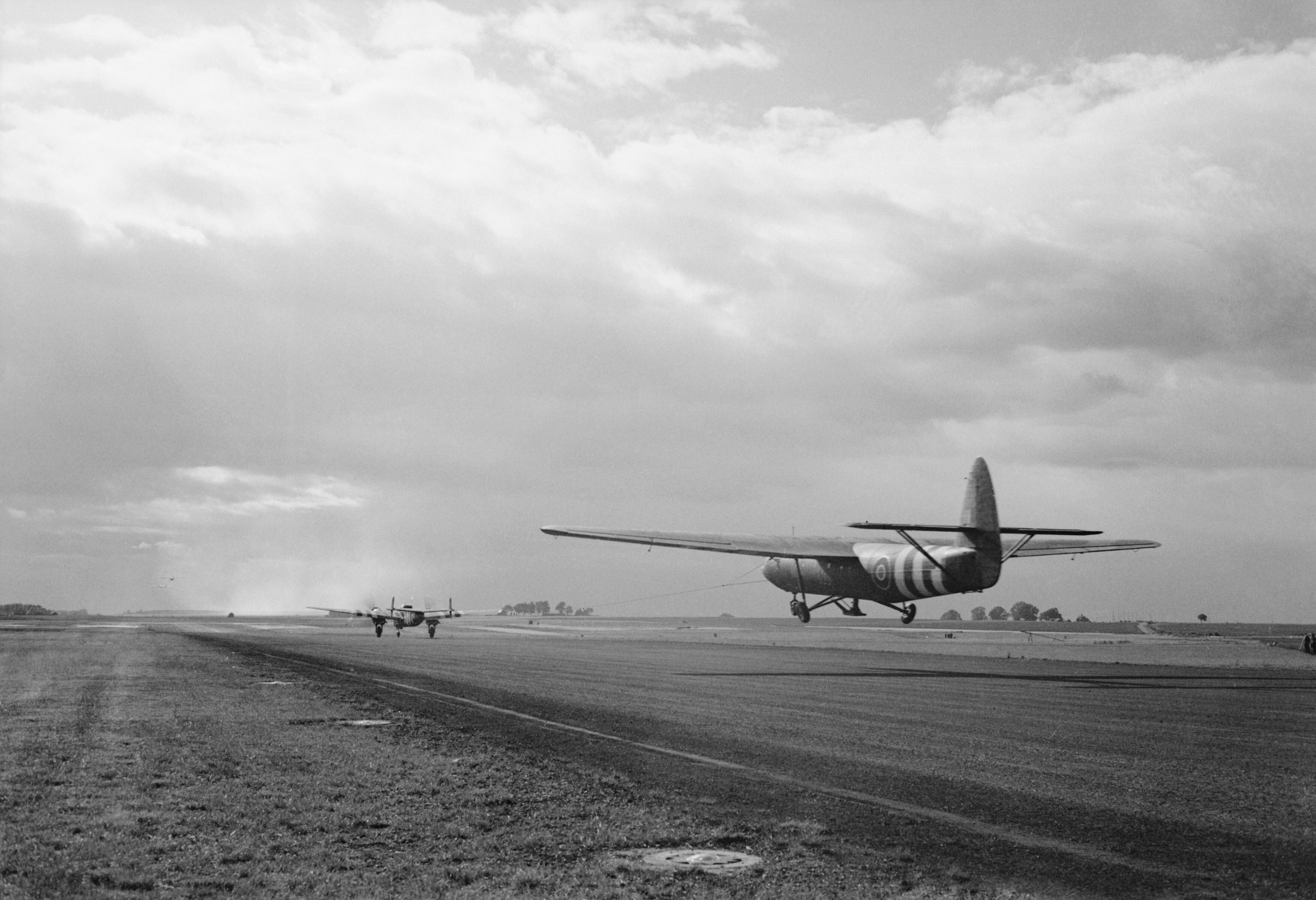
«Альбермарл» піднімає в повітря планер «Хорса» з бійцями 6-тї повітряно-десантної дивізії. Нормандська повітряно-десантна операція. Вечір 6-го червня 1944 року.

Хоча «Альбермарль» розроблявся як бомбардувальник, в цій ролі він майже не використовувався. Бомбардувальна модифікація здебільшого використовувалась для підготовки екіпажів.
Перші серійні «Альбермарли» надійшли на озброєння 295-ї ескадрильї в січні 1943 року, пізніше до неї приєднались 296-а і 297-а, які діяли в Північній Африці. Транспортні варіанти і буксири планерів використовувались під час висадки на Сицилії в липні 1943, в Нормандії в червні 1944 і під час операції «Маркет Гарден» в вересні 1944.